# Nationale taaldienst
De Nationale Taaldienst NTD, Afrikaans: Nasionale Taaldiens, Engels: National Language Services, van Zuid-Afrika heeft tot taak de communicatie tussen de talen van het land te bevorderen en is in Pretoria gevestigd. In overeenstemming met de taaleisen van de Zuid-Afrikaanse grondwet bestuurt de NTD de taaldiversiteit van de samenleving en is verantwoordelijk voor het gebruik van alle talen van de bevolking door beleidsmaatregelen te nemen die gericht zijn op de bevordering van het gebruik van al deze talen, ook van die talen die er historisch bekaaid vanaf gekomen zijn.
De kern van de werkzaamheden van de NTD is om aan de taaleisen van de Grondwet te voldoen door een vertaal- en correctiedienst voor alle officiële stukken te verschaffen teneinde de communicatie te vergemakkelijken en door er beleid voor te voeren de diversiteit in taal te beheren. De NTD fungeert als het professionele stelsel voor taalsteun van de regering door officiële documenten in alle landstalen te vertalen. De terminologiedienst van de NTD verleent hulp bij het ontwikkelen en het moderniseren van de woordenschat van de 11 officiële talen. Verder geeft de dienst taaladviezen aan de regering.